# Max Veloso
Max Veloso (sinh ngày 27 tháng 3 năm 1992 ở Aboim da Nóbrega) là một cầu thủ bóng đá người Thụy Sĩ gốc Bồ Đào Nha thi đấu cho Sion.

## Sự nghiệp
Tiền vệ khởi đầu sự nghiệp cùng với Xamax và vào ngày 4 tháng 6 năm 2009 anh được đẩy lên đội tuyển thi đấu Giải bóng đá vô địch quốc gia Thụy Sĩ. Trong năm đầu tiên cho Neuchâtel Xamax FC, anh không thi đấu một phút nào và vào ngày 17 tháng 5 năm 2010 được cho mượn đến FC Biel.
Vào tháng 5 năm 2013 anh có màn ra mắt đội một của Sion, ghi bàn thắng đầu tiên vào ngày 2 tháng 6.